# Bellevue, Washington
Bellevue (engelskt uttal: [ˈbɛlvjuː]) är en stad (city) i King County i delstaten Washington i USA. Staden ligger strax öster om Seattle, på andra sidan Lake Washington. Bellevue hade 151 854 invånare, på en yta av 97,14 km² (2020).